# Dominique Frassati

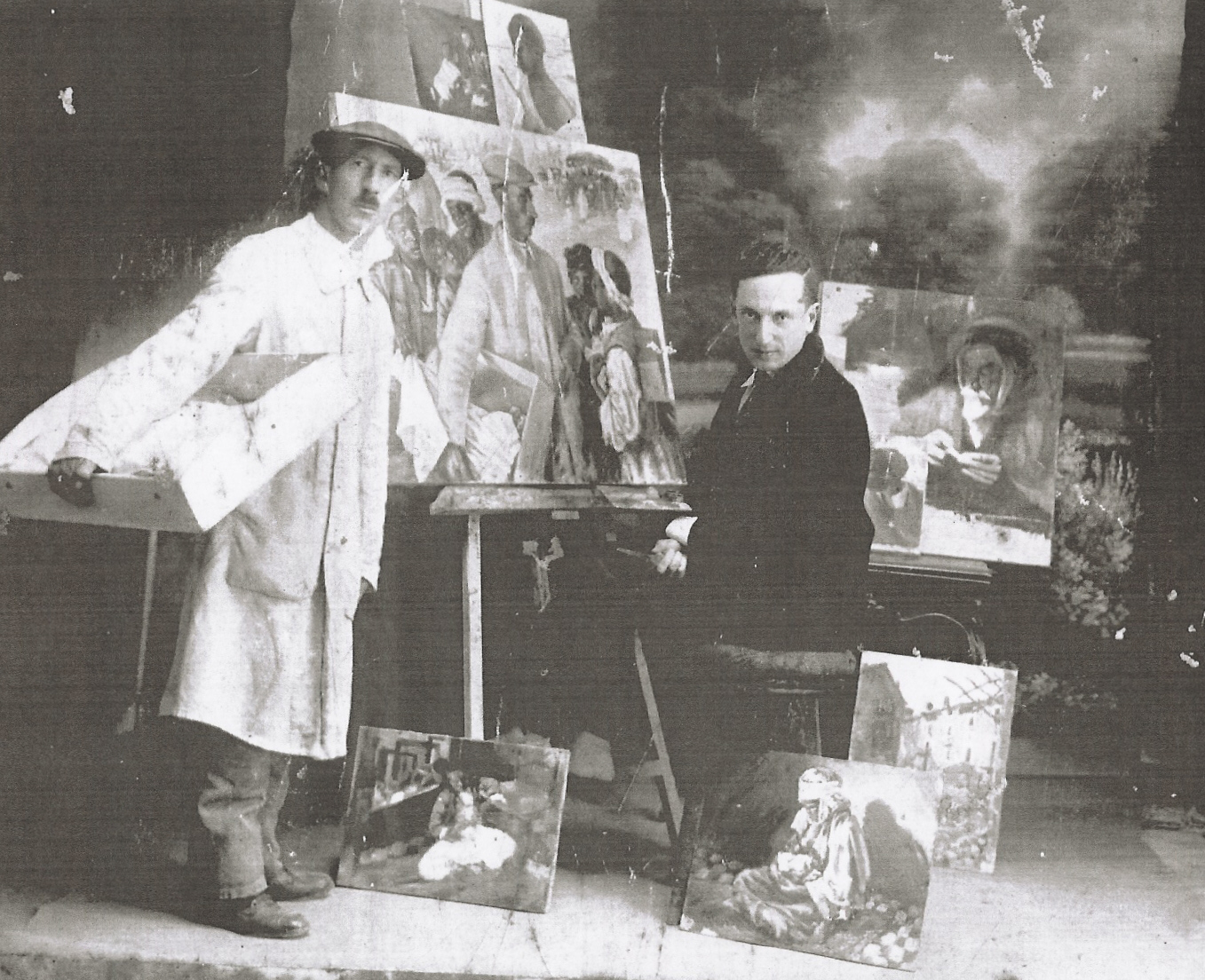
Dominique Frassati an seiner Staffelei in Oran

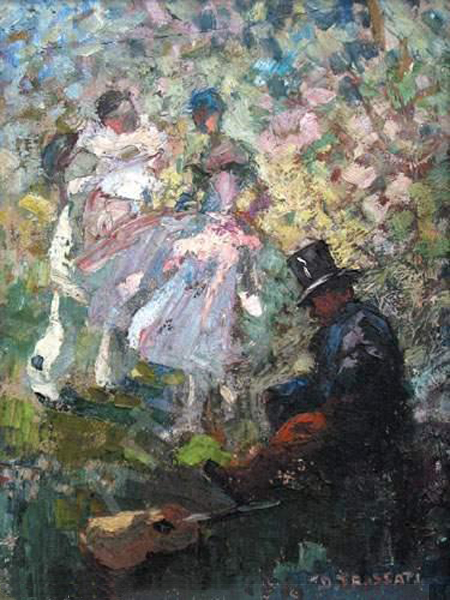
Musiker im Park

Dominique Frassati (* 29. März 1896 in Corte (Korsika); † 10. Juli 1947 ebenda) war ein französischer Porträt-, Genre- und Orientmaler sowie Museumskurator.
Er wurde in Corte geboren und wuchs dort bis August 1914 auf, bis er sich während des Ersten Weltkrieges freiwillig zum Militärdienst meldete. Nach einem Gasangriff verlor er fast das Sehvermögen und litt an den Lungen. Am Ende des Krieges brachte ihn sein Onkel, der argentinische Gutsbesitzer Santos Manfredi nach Argentinien, wo er sich dank der ärztlichen Pflege erholte. Sein Onkel plante ihn mit der Verwaltung eines landwirtschaftlichen Anwesens zu beauftragen, aber Dominique Frassati kehrte 1920 nach Europa zurück. Er ließ sich in Paris nieder, kehrte aber 1923 in seine Heimatstadt Corte zurück. Um von seiner Malerei leben zu können, schuf er Schaufensterdekorationen und Plakate für Sportveranstaltungen.
1923 ging er nach Algerien. Er blieb fünf Jahre lang in Oran, wo er Porträts, Landschaften, Straßenszenen und Genrebilder malte. 1928 kehrte er nach Corte zurück. Er studierte von 1929 bis 1930 in Paris an der Académie Julian bei Paul Albert Laurens (1870–1934). Am 11. Juni 1929 heiratete er Élise Ansidei, Mutter von drei Kindern. 1934 kehrte er nach Korsika zurück und zog nach Ajaccio. Im Juni 1936 wurde er zum Kurator des dortigen Musée Fesch als Nachfolger von François Corbellini ernannt. Im September 1937 wurde er Kurator der Museen der Stadt Ajaccio. Während des Zweiten Weltkrieges brachte er die Sammlungen der Museen in einer Krypta der Kaiserkapelle in Sicherheit.
Eine Straße in Ajaccio wurde nach Dominique Frassati benannt.